# Шилы (Рославльский район)
Шилы — деревня в Рославльском районе Смоленской области России. Входит в состав Кирилловского сельского поселения. Население — 6 жителей (2007 год). 
Расположена в южной части области в 3 км к востоку от Рославля, в 3 км восточнее автодороги А141 Орёл — Витебск, на берегу реки Остёр. В 2 км юго-восточнее деревни расположена железнодорожная станция Рославль-2 на линии Рославль — Фаянсовая. 

## История
В годы Великой Отечественной войны деревня была оккупирована гитлеровскими войсками в августе 1941 года, освобождена в сентябре 1943 года.